# بافو ألتونن
بافو ألتونن (Paavo Aaltonen) هو لاعب أولمبي لرياضة الجمباز من فنلندا. شارك في الأولمبياد الصيفي في 1948–1952، وفاز بما مجموعه 5 ميداليات.

## الميداليات
| ذهب | فضة | برونز | المجموع |
| 3   | 0   | 2     | 5       |

## روابط خارجية
- بافو ألتونن على موقع اللجنة الأولمبية الدولية (الإنجليزية)
- بافو ألتونن على موقع أوليمبيديا (الإنجليزية)